# Balilla

Abzeichen der Balilla (1926–1943)

Die Balilla (Opera Nazionale Balilla, ONB) wurden 1926 als Jugendorganisation der Nationalen Faschistischen Partei Italiens gegründet. Der Name leitet sich vom Spitznamen Giovan Battista Perassos ab, eines jugendlichen Nationalhelden, der in der italienischen Nationalhymne Fratelli d’Italia als vorbildlich patriotisch erwähnt wird: „Die Kinder Italiens heißen Balilla“. Die ONB ging 1937 zusammen mit den Fasci giovanili di combattimento in der Gioventù Italiana del Littorio (Faschistische Jugend Italiens, GIL) auf. Die Idee der Balilla wurde in Deutschland zum Vorbild für die Hitlerjugend.

## Ursprung
Der Faschismus verstand sich von Anfang an als eine Gegenbewegung zum liberalen Staat des Giovanni Giolitti und seiner Institutionen. In diesem Sinn hatte schon 1919 der Futurist und Faschist der ersten Stunde Filippo Tommaso Marinetti die Einrichtung von neuen, faschistischen Schulen für den physischen Mut und den Patriotismus gefordert. Zwischen 1919 und 1922 bildeten sich erste faschistische Studentenzirkel.

## Gründung

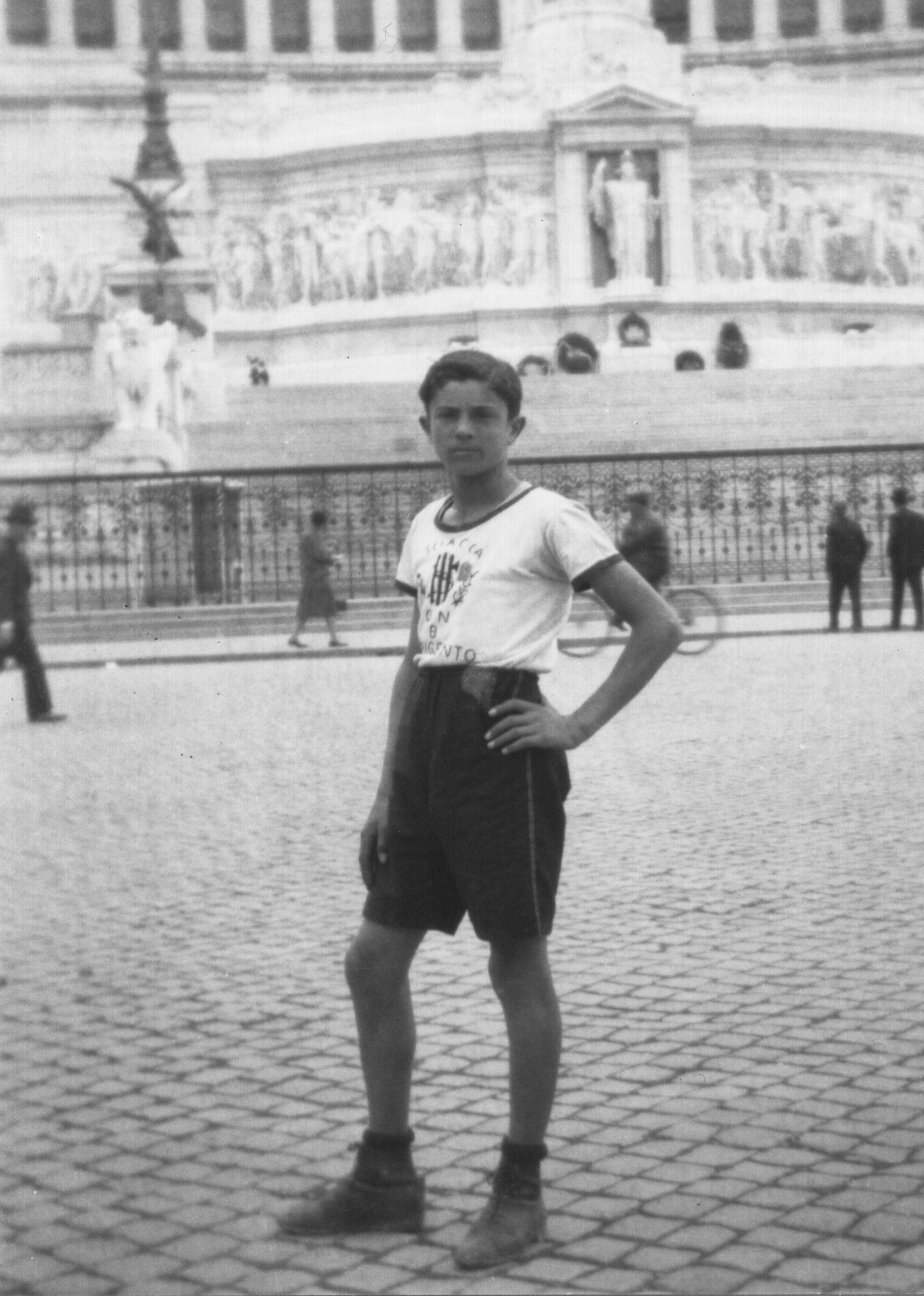
Ein Balilla-Junge vor dem Monumento Vittorio Emanuele II in Rom

1926 beauftragte Benito Mussolini Renato Ricci mit der „Reorganisation der Jugend in moralischer und physischer Sicht“. Ricci orientierte sich für diese Aufgabe hauptsächlich an den Pfadfindern von Robert Baden-Powell.
Ein Gesetz vom 3. April 1926 brachte die Gründung der ONB, die Ricci für 11 Jahre leitete. Ergänzend zur Schule sollte die ONB sich der „Betreuung und der physischen und moralischen Erziehung der Jugend“ widmen. In den folgenden Jahren löste die faschistische Regierung alle anderen Jugendorganisationen auf, nur die Jugendgruppen der Katholischen Aktion blieben wegen des Konkordates bestehen, mussten ihre Arbeit aber einschränken. Die Balilla wurden als Staatsjugend das Vorbild für die Hitlerjugend nach 1933. Da eine ganze Generation durch die ONB lief, hatte die Organisation einen ganz erheblichen Einfluss auf das Italien des gesamten 20. Jahrhunderts.

## Struktur
Die Mitglieder wurden in Altersgruppen eingeteilt:
- Balilla (Jungen zwischen 8 und 14 Jahren)
- Piccole italiane („Kleine Italienerinnen“, Mädchen zwischen 8 und 14 Jahren)
- Avanguardisti (männliche Jugendliche zwischen 14 und 18 Jahren)
- Giovani italiane („Junge Italienerinnen“, weibliche Jugendliche zwischen 14 und 18 Jahren)
- Später kamen die Figli della lupa („Kinder der Wölfin“, zwischen 6 und 8 Jahren) dazu.

Zu den Demonstrationen der Balilla gehörten auch jährlich stattfindende nationale Treffen, die Campo Dux genannt wurden und von den Avantguardisti mit den besten sportlichen Leistungen besucht wurden.

## Uniform
Die Uniform der faschistischen Jugend bestand in Anlehnung an die Schwarzhemden, den faschistischen Kampfbünden, aus schwarzem Hemd, himmelblauem Halstuch, grau-grünen Hosen, schwarzem Band und einem Fez in der Tradition der Arditi. Diese Kleidung sollte den militärischen Charakter der Jugendorganisation betonen.